# سیارک ۱۴۹۴۲
سیارک ۱۴۹۴۲ (به انگلیسی: 14942 Stevebaker، نامگذاری:1995MA) چهارده هزار و نهصد و چهل و دومین سیارک کشف شده‌است که در ۲۱ ژوئن ۱۹۹۵ کشف شد.